# Subantarctia muka
Subantarctia muka är en spindelart som beskrevs av Forster och Norman I. Platnick 1985. Subantarctia muka ingår i släktet Subantarctia och familjen Orsolobidae. Inga underarter finns listade i Catalogue of Life.